# Germarostes aphodioides
Germarostes aphodioides är en skalbaggsart som beskrevs av Johann Karl Wilhelm Illiger 1800. Germarostes aphodioides ingår i släktet Germarostes och familjen Hybosoridae. Utöver nominatformen finns också underarten G. a. prionomus.